# Schäftlarn
Schäftlarn – miejscowość i gmina w Niemczech, w kraju związkowym Bawaria, w rejencji Górna Bawaria, w regionie Monachium, w powiecie Monachium. Leży około 18 km na południowy zachód od centrum Monachium, nad Izarą, przy autostradzie A95, drodze B11 i linii kolejowej Monachium – Wolfratshausen.

## Demografia
Dane o ludności z 31 grudnia 2008:
| Opis                                | Ogółem | Ogółem | Kobiety | Kobiety | Mężczyźni | Mężczyźni |
| ----------------------------------- | ------ | ------ | ------- | ------- | --------- | --------- |
| Jednostka                           | osób   | %      | osób    | %       | osób      | %         |
| Populacja                           | 5519   | 100    | 2811    | 50,93   | 2708      | 49,07     |
| Wiek przedprodukcyjny (0–17 lat)    | 1063   | 19,26  | 542     | 9,82    | 521       | 9,44      |
| Wiek produkcyjny (18–65 lat)        | 3182   | 57,66  | 1576    | 28,56   | 1606      | 29,1      |
| Wiek poprodukcyjny (powyżej 65 lat) | 1274   | 23,08  | 693     | 12,56   | 581       | 10,53     |

## Polityka
Wójtem gminy jest Matthias Ruhdorfer z CSU, rada gminy składa się z 20 osób.
|      | CSU | SPD | Zieloni | GU | UWG | Razem |
| 2008 | 7   | 1   | 5       | 5  | 2   | 20    |
| 2002 | 8   | 2   | 3       | 4  | 3   | 20    |